# Llengües salibanes
Les llengües salibanes o llengües saliba-piaroa és una família lingüística proposada de llengües ameríndies situades a la conca mitjana de l'Orinoco, que forma una illa independent dins d'una zona de Veneçuela i Colòmbia (Llanos septentrionals) dominada per ètnies de parla carib i arawak.
Els piaroa es localitzen en la seva majoria a Veneçuela (12 mil persones) al marge dret del riu Orinoco, prop de Puerto Ayacucho en terres que són part de la selva muntanyenca, on hi ha rius, llacunes i petites extensions de sabanes. Les comunitats es troben prop de rierols i rius, per la qual cosa tenen peixos en abundància segons l'època de l'any. A Colòmbia, a la regió de Manaveni, Vichada viuen uns 700 piaroa i a Veneçuela uns altres 12 mil. Denominen la seva llengua de'aruwa.
El sáliba per la seva part compta amb uns 1.300 parlants a Arauca i Casanare, a Colòmbia.

## Classificació
La pertinença d'aquestes dues llengües a una família lingüística va ser establerta per primera vegada pel jesuïta Filippo Salvatore Gilii en 1782 i va ser confirmada per altres jesuïtes i els agustins que els van succeir en les missions.
Paul Rivet el 1920 va publicar un detingut estudi comparatiu i gramatical que va demostrar l'afinitat de les dues llengües, que la tradició oral sáliba recalca i considera com a part de l'origen comú de tots dos pobles.
Totes les classificacions posteriors han mantingut l'existència d'aquesta família, però diferents autors han proposat agregar altres llengües: Mako del Ventuari i Cunucunuma; Tinigua del riu Guayabero; pamigua del Meta i hoti de Veneçuela. El mako és en realitat un dialecte piaroa i, per tant, part de la família. Castellví (1940, 1941) i diversos experts opinen que el tinigua, el pamigua i el majigua formen una família independent sense relació pròxima amb la sáliba-piaroa; i possiblement és més pròxima a la llengua andaquí. Una classificació recent vincula Sáliba–Piaroa amb el hoti com la família jodi–sàliba. Les semblances de la família sáliba-piaroa amb la llengua hoti han estat considerades com préstecs de paraules per veïnatge i s'ha proposat classificar el hoti dins de les llengües makú (Henley et al. 1996); no obstant això, Jolkesky (2009) proposa un tronc lingüístic macro-daha en el qual inclou la família sàliba i les llengües hoti, andoque i ticuna, registrant un relativament alt percentatge de cognats de 39 i 42% entre la llengua ticuna i les llengües sáliba-piaroa, respectivament.
Classificació de les llengües (nombre de parlants):
- Wirö (maco): 2.500 (2002)[2]
- Piaroa: 12.000 (1997);[3] 12.280 (2001);[4] 12.000 (2002)[5]
- Sàliba: 1.560 (1993);[6] 2.022 (1997)[3]

## Descripció lingüística

### Fonologia
La llengua sáliba és parlada a la vora del riu Meta i en el marge dret del riu Casanare, en els departaments Casanare i Vichada, Colòmbia, i a la vall de l'Orinoco a Veneçuela per unes dues mil persones. Benaissa (1979) ha proposat aquesta fonologia per al sáliba:
Les seves vocals són a, i, i, o, o, orals i nasals.
|          | orals    | orals   | orals     | nasals   | nasals  | nasals    |
| -------- | -------- | ------- | --------- | -------- | ------- | --------- |
|          | anterior | central | posterior | anterior | central | posterior |
| tancades | i        |         | u         | ĩ        |         | ũ         |
| mitjanes | e        |         | o         | ẽ        |         | õ         |
| obertes  |          | a       |           |          | ã       |           |

Consonants
|                    | labial | alveolar | palatal | velar | labiovelar | glotal |
| ------------------ | ------ | -------- | ------- | ----- | ---------- | ------ |
| oclusives sordes   | p      | t        | ç       | k     | kʷ         | ʔ      |
| oclusives sonores  | b      | d        | J       | g     | gʷ         |        |
| nasals             | m      | n        | ñ       |       |            |        |
| fricatives sordes  | f      | s        |         | x     |            | h      |
| fricatives sonores | v      |          |         |       |            |        |
| laterale           |        | l        |         |       |            |        |
| vibrants           |        | ɾ        |         |       |            |        |
| múltiples          |        | r        |         |       |            |        |
| aproximant         | w      |          |         |       |            |        |

Les seves consonants p, b, t, d, ch, dy, k, g, kʷ (oclusiva labiovelar sorda), gʷ (oclusiva labiovelar sonora), ' (tancament glotal), m, n, ñ, f (fricativa bilabial sorda), v (fricativa bilabial sonora), s, x (fricativa vetllar), h (fricativa glotal sorda), l, r, rr i la semivocal w. Els verbs es conjuguen de manera que la persona s'indica en quatre tipus diferents de conjugació: dos amb infixos, una amb prefixos i una altra amb sufixos. Amb sufixos o infixos es determinen el temps i mode.

### Gramàtica
Aquestes llengües tenen distincions de gènere (masculí animat, femení aminat i inanimat). A més els inanimats s'agrupen en classes semàntiques associades a determinat classificador. Quan s'usen per exemple numerals per a comptar coses inanimades aquests incorporen un classificador segons la casi semàntica dels objectes comptats.

### Comparació lèxica
Els numerals en diferents llengües salibanes són:
| GLOSSA | Sáliba                           | Piaroa                                    | wirö (macu)      | PROTO- SALIBANO                      |
| ------ | -------------------------------- | ----------------------------------------- | ---------------- | ------------------------------------ |
| '1'    | hoto- (anim) hi-/ɟo-/ɟe- (inan)  | -tetæ (anim) hi-/yo- (inan)               | bakʷ-CL          | *-te (anim) *hi-/ɟo-/ɟe-CL-te (inan) |
| '2'    | tuxu- (anim) to-/tõ- (inan)      | tɑ̃hũ (anim) to-/ta- (inan)                | d-CL-latahi ?    | *toxu- (anim) *to-CL- (inan)         |
| '3'    | xedoba- (anim) xe-CL-badi (inan) | wæme-tukʷæ (anim) wæba-CL-tukʷæ (inan)    | wap-CL-kʷa       | *wam-CL-kʷæ                          |
| '4'    | bahĩɡo- (anim) bahĩɡV (inan)     | pahakʷænɨñætɨ (anim) pahakʷænɨa-CL (inan) | ɨˀwehemu hawa-CL | *pahakʷV-                            |
| '5'    | (sĩko-)                          | himɨte                                    | bãkʷamu hawa-CL  | *himɨte (hawa)                       |
| '6'    |                                  | kʰoromɨtʰɨnɨ yomɨte                       |                  |                                      |
| '7'    | (siete-)                         |                                           |                  |                                      |
| '8'    | (oço-)                           |                                           |                  |                                      |
| '9'    |                                  |                                           |                  |                                      |
| '10'   |                                  |                                           |                  |                                      |
A la taula anterior només s'han inclòs les arrels del numeral no les marques de gènere i els clítics que aquests solen requerir quan s'usen inserits en una oració. Els termes entre parèntesis són préstecs de l'espanyol. Les abreviatures "anim" i "inam" es refereixen a entitats animades i inanimades.